# Helena Sulima

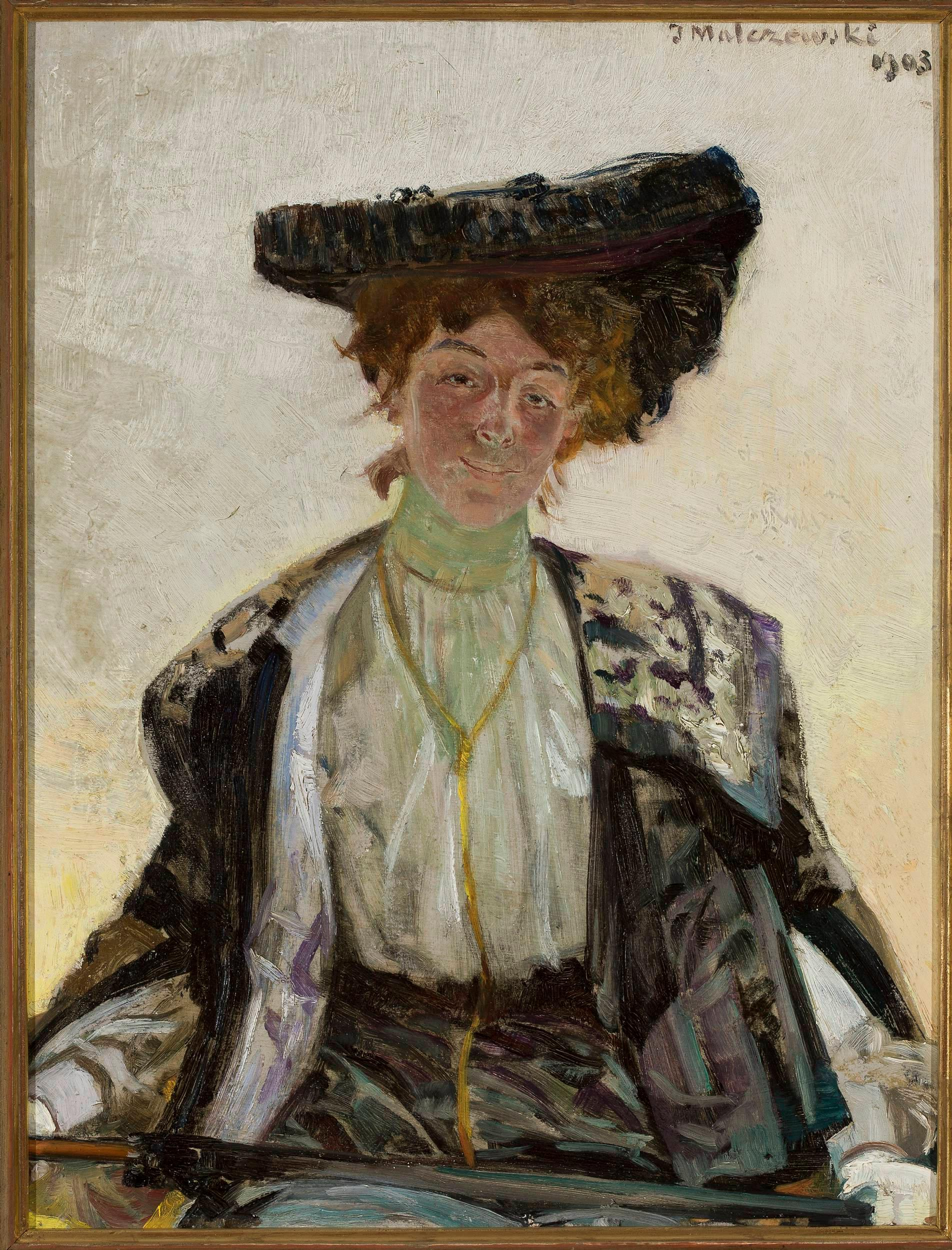
Jacek Malczewski, Portret Heleny Sulimy, 1903

Helena Sulima, właśc. Helena Stanisława Gottowt (ur. 1879 lub 6 grudnia 1882 w Warszawie, zm. 25 września 1944 w Warszawie) – polska aktorka.

## Życiorys
Była córką Stanisława Gottowta i Katarzyny z Oswaldów. Ukończyła warszawską pensję Anieli Hoene-Przesmyckiej. Jej nauczycielami gry aktorskiej byli Bolesław Ładnowski i Roman Żelazowski. Debiutowała we wrześniu w 1896 w teatrze lwowskim w sztuce Marynarz Karola Kucza pod nazwiskiem Gottowt. Od 1898 do 1899 występowała w teatrze poznańskim, gdzie przyjęła pseudonim Sulima, od lutego 1900 do 1906 i od 1908 do 1910 - w Teatrze Miejskim w Krakowie. 28 lipca 1901 po raz pierwszy pojawiła się na deskach Warszawskich Teatrów Rządowych. W maju i czerwcu 1906 występowała w teatrze w Filharmonii Warszawskiej. Na stałe znalazła się w zespole WTR w sezonie 1906/1907. W kolejnym sezonie była aktorką Teatru Małego w Warszawie. W latach 1910–1921 grała w WTR, w latach 1922–1934 (z przerwami) w Teatrze Polskim w Warszawie. W latach 1934–1939 występowała najczęściej w Teatrze Narodowym i Teatrze Nowym w Warszawie.
Przed I wojną światową działała w Patronacie - organizacji pomagającej więźniom politycznym. W latach 1932–1939 zasiadała w Zarządzie Głównym ZASP. Opiekowała się z jego ramienia Schroniskiem w Skolimowie. Była felietonistką m.in. Kuriera Porannego.
Zginęła 25 września 1944 podczas powstania warszawskiego. Pochowana na ulicy Górskiego róg Szpitalnej; po ekshumacji 8 stycznia 1946 przeniesiona została na Cmentarz Powstańców Warszawy (kwatera 22-1). 

## Ordery i odznaczenia
- Złoty Krzyż Zasługi (11 listopada 1936)[2]

## Role sceniczne
W Poznaniu wystąpiła m.in. w rolach:
- Rozy w Lilli Wenedzie Juliusza Słowackiego
- Pauliny w Panu Benecie Aleksandra Fredry
- Marianny w Skąpcu Moliera
- Rusałki w Dzwonie zatopionym Gerharta Hauptmanna
- Klementyny w Starzych kawalerach Victoriena Sardou

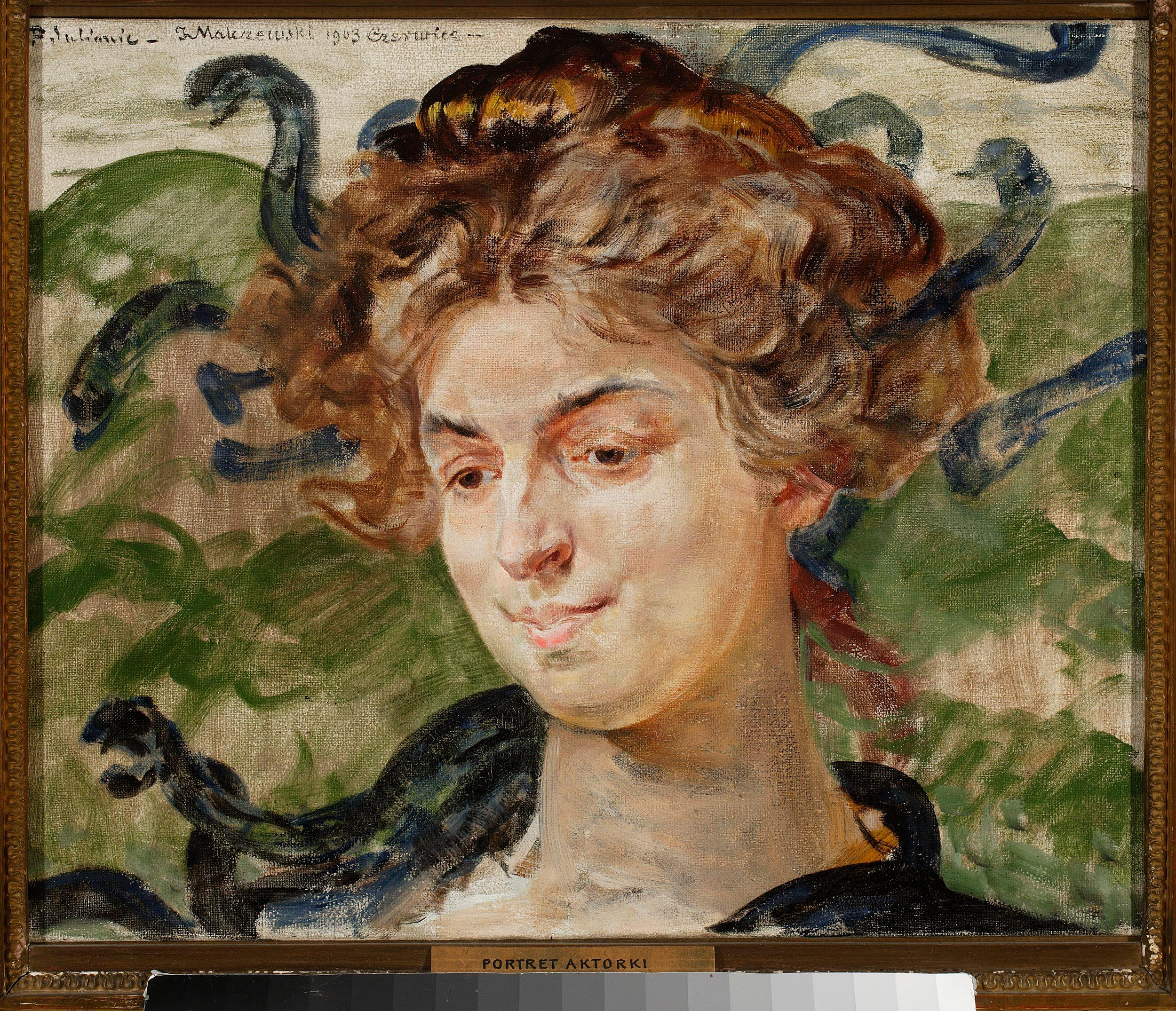
Jacek Malczewski, Portret aktorki Heleny Sulimy jako Gorgony, 1903

W Krakowie wystąpiła m.in. w rolach:
- Racheli w Weselu Stanisława Wyspiańskiego, m.in. na premierze 16 marca 1901
- Goplany w Balladynie Juliusza Słowackiego
- Idalii w Fantazym Juliusza Słowackiego
- Tytanii w Śnie nocy letniej Williama Szekspira
- Jessyki w Kupcu weneckim Williama Szekspira
- Elizy w Skąpcu Moliera
- Mańki w Panu Damazym Józefa Blizińskiego
- Cecylii w Pannie mężatce Józefa Korzeniowskiego
- Ksenii w Carze Samozwańcu Adolfa Nowaczyńskiego
- Judyty w Urielu Akoście Karla Gutzkowa

W Warszawie wystąpiła m.in. w rolach:
- Elmiry w Świętoszku Moliera
- Anieli w Damach i huzarach Aleksandra Fredry
- Laury w Cyganerii warszawskiej Cypriana Kamila Norwida
- Marii w Orlątku Edmonda Rostanda
- Anny Kareniny w Żywym trupie Lwa Tołstoja
- Baronowej Wurtz w Azais Louisa Verneuila

## Filmografia
- 1912: Ofiara namiętności
- 1913: Zemsta spoza grobu
- 1918: Carska faworyta jako księżna Szujska
- 1919: Ludzie bez jutra jako aktorka
- 1922: Tajemnica medalionu jako Róża Łajkin vel hrabina Czartońska
- 1926: Trędowata jako hrabina Ćwilecka
- 1927: Ziemia obiecana
- 1928: Pan Tadeusz jako Telimena
- 1934: Młody las jako przełożona żeńskiego gimnazjum
- 1936: Barbara Radziwiłłówna jako matka Barbary
- 1938: Serce matki jako nauczycielka Leontyna
- 1939: Złota maska jako gość na spotkaniu u Runickich
- 1939: Włóczęgi jako Karolina, zarządzająca służbą w pałacu baronowej Dorn
- 1939: Przez łzy do szczęścia jako matka Lusi